# 云骑尉
云骑尉，是中國唐宋正七品及明朝正六品勳官。清朝廢勳官，雲騎尉改為世職名，為勋臣封爵的一級，在骑都尉之下，恩骑尉之上。
清初九等世爵之第八等，俗称“半个前程”。顺治四年（1647年），改为拖沙喇哈番（转写：tuwašara hafan）。顺治八年（1651年），以没有入旗的汉人得授拖沙喇哈番时，改称外所千总。正五品，随即废除。乾隆十六年（1751年），又在云骑尉之下，补列恩骑尉一爵，正七品。